# Charles de Montalembert

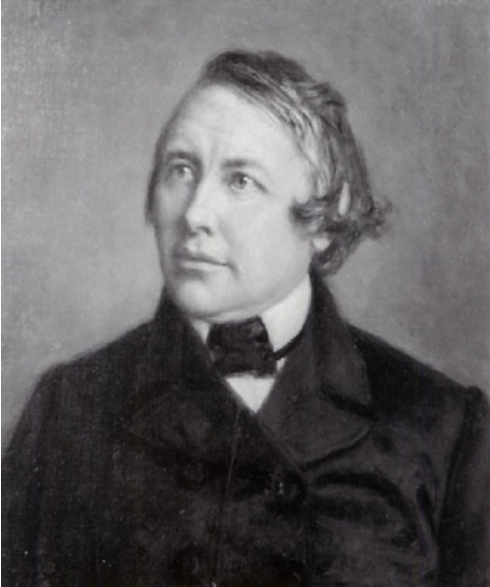
Charles Forbes, conde de Montalembert, pintado por George Peter Alexander Healy en 1855

Charles Forbes René de Montalembert (Londres, 15 de abril de 1810-París, 13 de marzo de 1870) fue un publicista francés, historiador y conde de Montalembert, Deux-Sèvres, y un destacado representante del Catolicismo liberal.

## Familia
Charles Forbes René de Montalembert, nacido el 15 de abril de 1810, era de ascendencia francesa y escocesa. Su padre, Marc René, pertenecía a la familia de Angoumois, cuya ascendencia se remonta al siglo XIII, mientras que las cartas muestran la historia de la casa incluso dos siglos antes. Durante varias generaciones la familia se había distinguido, tanto en el ejército como en el campo de la ciencia. Montalembert padre había luchado bajo Condé y posteriormente sirvió en el ejército británico. Se casó con Eliza Rose Forbes, cuyo padre, James Forbes, James Forbes, pertenecía a una familia protestante escocesa muy antigua del clan Forbes. Charles, su hijo mayor, nació en Londres. En la Restauración francesa de 1814, Marc René regresó a Francia, fue elevado a la nobleza en 1820 y se convirtió en embajador en Suecia, donde Charles completó su educación en 1826.

## Carrera
Los primeros años de Montalembert los pasó en Inglaterra, donde fue criado en gran parte por su abuelo, quien, aunque protestante, lo alentó a seguir la religión de su padre. En 1819 asistió al Lycée Bourbon y en el  Collège Sainte-Barbe en París. En 1829 fue colaborador de la revista "Le Correspondant". En septiembre y octubre de 1830, viajó a Irlanda, donde conoció a Daniel O'Connell; estaba pensando en ayudar a la causa por la que O'Connell luchaba escribiendo una historia de Irlanda, cuando se enteró de que la Cámara de los Comunes había aprobado la Ley de Emancipación de Irlanda.
Charles de Montalembert tenía menos de veinticinco años cuando su padre murió en 1831 y, por lo tanto, era demasiado joven para ocupar su puesto como par, pero conservaba otros derechos. Combinado con su actividad literaria e intelectual, esto lo convirtió en una persona de cierta importancia. Era un liberal, en el sentido inglés, y no estaba de acuerdo con el nuevo régimen solo en la cuestión religiosa. Habría aprobado la política de la media áurea representada por Louis Philippe. Quería ver a la Iglesia libre del control estatal y atacó el monopolio de la instrucción pública mediante el cual la monarquía fortalecía su posición. Este último plan llamó la atención del público por primera vez sobre Montalembert cuando fue acusado formalmente de enseñar sin licencia. Reclamó el derecho a ser juzgado por sus compañeros e hizo una defensa notable con una intención deliberada de protesta en 1832.
Por otro lado, pensó que la Iglesia no debería oponerse obstinadamente a las nuevas ideas. Había entrado con entusiasmo en los planes de sus amigos,  Lamennais y  Lacordaire, y colaboró con ellos en el periódico,  L'Avenir ' ' ("El futuro"). Se distinguió especialmente en "L'Avenir" por sus campañas a favor de la libertad de Irlanda y Polonia, y por ellas recibió las felicitaciones de Victor Hugo y Alfred de Vigny. En 1831 pensó en ir a Polonia y unirse a los  insurgentes allí. Jugó un papel decisivo en la creación de la Biblioteca Polaca en París y su sociedad literaria asociada para la Gran Emigración a Francia.
El grupo Ultramontane se despertó por la audacia de Montalembert y sus dos amigos que luego partieron hacia Roma. No consiguieron mitigar las medidas que tomó la curia romana contra "L'Avenir". Sus doctrinas fueron condenadas en dos encíclicas s, "Mirari vos" en 1832 y "Singulari Nos" en 1834, y Montalembert se sometió. En 1835 tomó su asiento en la Cámara de pares (Cámara de pares (Francia)), y su competencia pronto lo hizo famoso. Se aferró a su liberalismo inicial y en 1848 vio el fin de un gobierno al que siempre había sido hostil. En 1848 fue elegido miembro de la Cámara de Diputados (Cámara de Diputados (Francia)). Al principio se sintió inclinado a apoyar a Napoleón III, pero pronto se sintió alienado por su política. Montalembert permaneció en la Cámara hasta 1857, cuando se vio obligado a retirarse a la vida privada. Todavía era reconocido como un oponente formidable del Imperio. Mientras tanto, sus ideas liberales le habían convertido en el enemigo irreconciliable entre los "Ultramontanists". Louis Veuillot, en su artículo, "L'Univers religieux", se opuso a él. En 1855, Montalembert les respondió reviviendo una revista que había dejado de publicarse durante algún tiempo, "Le Correspondant". Esto lo utilizó para luchar contra el partido de Veuillot y los liberales de extrema izquierda de la "Revue des deux mondes".
En un destacado congreso católico en Malinas, Bélgica en 1863, Montalembert dio dos largos discursos sobre el liberalismo católico. También fue un firme partidario de la independencia de la educación del estado:
No quiero que el Estado me obligue a creer lo que cree que es verdad, porque el Estado no es el juez de la verdad. Sin embargo, el Estado está obligado a protegerme en la práctica de la verdad que elijo, es decir, el ejercicio de la religión que profeso Esto es lo que constituye la libertad religiosa en el Estado moderno, que el Estado libre está obligado a respetar y garantía, no solo para cada ciudadano en particular, sino para grupos de ciudadanos unidos para profesar y difundir su creencia, es decir, para corporaciones, asociaciones e iglesias.
Se interesó mucho por los debuts del imperio liberal. Cortó su conexión con  Père Hyacinthe Loyson como lo había hecho con Lamennais e hizo la sumisión que se esperaba de él al Consejo. Fue su última caída. Montalembert se aisló cada vez más, políticamente, por su apoyo a la libertad religiosa en la educación; y por la Iglesia por sus opiniones liberales.
Charles de Montalembert murió en 1871.

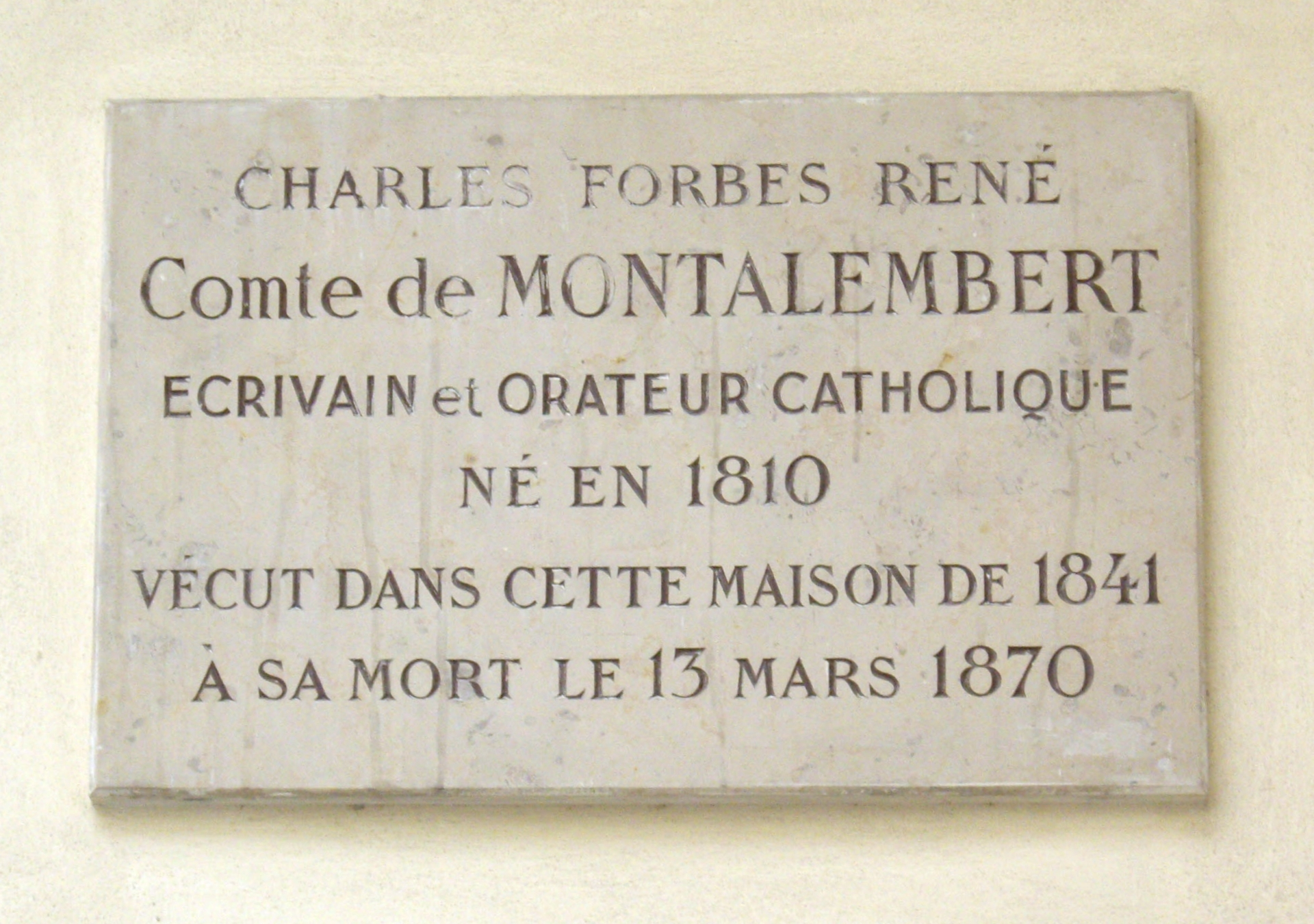
Placa conmemorativa a Charles de Montalembert, 5 impasse de Valmy, París 7

## Matrimonio
Montalembert se casó con la señorita de Merode, hija de Félix de Mérode. Su hija se casó con el vizconde de Meaux, un estadista católico y un escritor distinguido. Por lo tanto, era el cuñado del prelado belga y estadista papal Xavier de Mérode.
Montalembert era un amigo cercano de Edwin Wyndham-Quin, tercer conde de Dunraven y Mount-Earl con quien realizó una gira por Escocia en 1862, alojándose en el castillo de Dunraven en su viaje de regreso. El vizconde viajó con Montalembert a Suiza al año siguiente y se quedó en Maîche, Doubs (la propiedad rural de Montalembert) a su regreso.

## Escritura

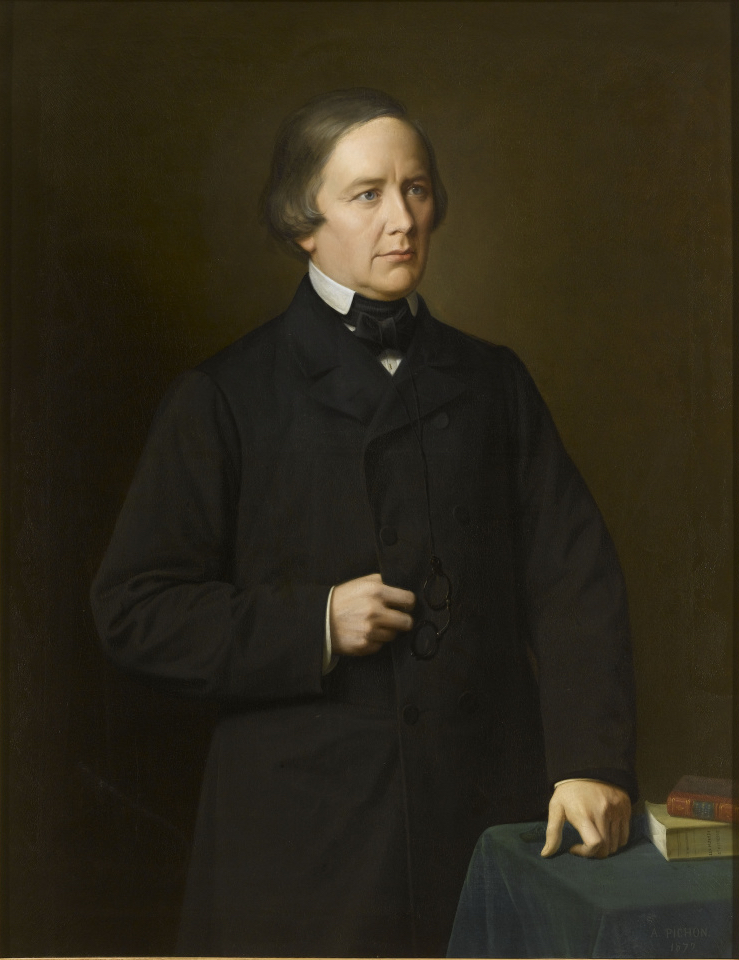
Charles Forbes René de Montalembert, pintado en 1879

Además de ser un orador elocuente, Montalembert escribió en un estilo a la vez pintoresco, fogoso y pulido. Fue un ardiente estudiante de la Edad Media, pero su entusiasmo medieval estaba fuertemente teñido de sentimientos religiosos. Su primera obra histórica, "La Vie de Ste  Elisabeth de Hongrie" (1836), no es tanto una historia como un manifiesto religioso, que hizo mucho para restaurar la posición de la hagiografía. Tuvo un gran éxito, pero Montalembert no fue elegido miembro de la Académie française hasta 1851, después de la caída de la monarquía de julio.
A partir de este momento, dedicó gran parte de su atención a una gran obra sobre el monaquismo en Occidente. Al principio se sintió atraído por la figura de San Bernardo de Claraval. Bernard]] y le dedicó un volumen. Más tarde lo retiró por consejo de su amigo  Dupanloup, y toda la impresión fue destruida. Luego amplió su plan original y publicó los primeros volúmenes de su  Moines d'occident  (1860), obra elocuente que fue recibida con mucha admiración en aquellos círculos donde se valoraba más el lenguaje que el aprendizaje. La obra, inacabada en el momento de la muerte del autor, se completó posteriormente a partir de unos largos fragmentos encontrados entre sus trabajos. Los volúmenes VI y VII aparecieron en 1877.
Al igual que Chateaubriand, mantuvo un registro estrecho (ahora publicado) de conocidos, invitaciones, necrología.

### Obras (selección)
- Défense de l'école libre devant la Chambre des Pairs (1831)
- Histoire de sainte Élisabeth, reine de Hongrie (1836)
- Monuments de l'histoire de sainte Élisabeth (1838)
- Du vandalisme et du catholicisme dans l'art (1839)
- The Obligation of Catholics in the Matter of Freedom of Teaching (1843)
- Catholic Interests in the Nineteenth Century (1852)
- Political Future of England (1855)
- Illustrations of West American oaks. From drawings by Albert Kellog ; the text by Edward L. Greene. Published from funds provided by James M. McDonald (1856)
- Pius IX and France in 1849 and 1859 (1860)
- Memoir of the Abbe Lacordaire. Authorized translation. (London, Richard Bentley,1863)
- Les moines d'Occident depuis saint Benoît jusqu'à saint Bernard ("The Monks of the West from St. Benedict to St. Bernard," Paris: J. Lecoffre Fils et Cie., 1877)
- Saint Columban, English ed., with introduction, notes and critical studies by Rev. E.J. McCarthy, S.S.C (1927)
- Emmanuel Mounier, ed., Montalembert (Paris, 1945), an anthology of his writing